# اسمال
اسمال که مخفف (به انگلیسی: Machine Small Algol Like Language)، یک زبان برنامه‌نویسی است که توسط نویل براون از دانشگاه آکلند تهیه شده‌است.

## تاریخچه
هدف اصلی طراحی این زبان کمک به ایجاد توانایی نوشتن کدهای ALGOL در کاربران بود، به نحوی که بتوان آن‌ها را روی یک ماشین کوچک اجرا کرد. این زبان همچنین شامل نوع رشته برای تسهیل در طراحی و انجام و اجرای پروژه‌ها است.
در حدود ۱۹۸۵، به SMALL برخی از ویژگی‌های شی گرا برای مدیریت ساختارها (که در زبان اولیه وجود نداشت) اضافه شد.